# لورنا يونغ
لورنا يونغ (15 كانون الثاني 1952- 5 تموز 1996) المساهمة الأساسية في جلب منتجات التجارة العادلة من دول العالم الثالث إلى محلات السوبر ماركت في المملكة المتحدة.

## حياتها
ولدت يونغ في دومفريز ودرست العمل المجتمعي والشبابي في موراي هاوس، وفي عام 1975 تركت الدورة لكي تتابع العمل في بيع الكتب، وعملت لمدة 15 سنة في الناشرون الطبيون في تشرشل-ليفينغستون وبعد ذلك في تشامبريز، ثم أصبحت مديرة المبيعات لحملة القهوة.

## مؤسسة لورنا يونغ
تأسست في عام 2010 وسميت يونغ، تنمي مؤسسة لورنا يونغ المال للزراعة المستدامة في افريقيا في المقام الأول من خلال برامج الراديو المصدر المفتوح للمزارعين. صممت برامج الراديو لتشمل التعليم في الزراعة الناجحة والوصول إلى المعلومات مثل أسعار المحاصيل.

## موتها وصحتها
توفيت يونغ بشكل مفاجئ في عام 1996، وهي قد ولدت بمرض في القلب وخضعت سابقا لعملية زراعة صمام القلب الثالث.